# Dreiband-Europameisterschaft 1967

Logo CEB (ausrichtender Verband)

Veranstaltungsort: Angoulême

Die Dreiband-Europameisterschaft 1967 war das 25. Turnier in dieser Disziplin des Karambolagebillards und fand vom 28. März bis zum 2. April 1967 in Angoulême statt. Es war nach 1939 und 1949 die dritte Dreiband-Europameisterschaft in Angoulême.

## Geschichte
Raymond Ceulemans gewann trotz seiner ersten Niederlage bei einer Europameisterschaften seit vier Jahren, auch wieder gegen Johann Scherz, seinen sechsten Titel in Folge. Bei einem Turnier ohne neuen Europarekord sorgte der Belgier Fernand van Barel bei seinem EM-Debüt für den zweiten Nationen-Doppelsieg in der Geschichte der Dreiband-Europameisterschaften. Im Jahre 1935 in Amsterdam schafften das erstmals die Franzosen Legache und Davin. Der Österreicher Johann Scherz wurde nach fünf Vize-Meisterschaften in Folge Dritter. Nach Platz sechs im Vorjahr kam der deutsche Vertreter August Tiedtke diesmal auf den vierten Platz. Erstmals wurde eine Europameisterschaft nach dem japanischen System mit elf Teilnehmern durchgeführt. Das Turnier dauerte damit sechs Turniertage und es wurden insgesamt 55 Partien gespielt. Der sehr defensiv agierende Schweizer Jacques Blanc schaffte es das alle Teilnehmer gegen ihn die meisten Aufnahmen benötigten. Die längste Partie die bisher bei Europameisterschaften gespielt wurde, bei einem Unentschieden zwischen Blac und dem Franzosen Siguret, dauerte 3½ Stunden.

## Modus
Gespielt wurde im System „Jeder gegen Jeden“ bis 60 Punkte mit Nachstoß/Aufnahmegleichheit.

## Abschlusstabelle
| MP    | Match Points (Sieger = 2; Unentschieden = 1; Verlierer = 0) |
| Pkte. | Erzielte Karambolagen                                       |
| Aufn. | Benötigte Versuche                                          |
| GD    | Generaldurchschnitt                                         |
| BED   | Bester Einzeldurchschnitt eines Spielers                    |
| HS    | Höchstserie                                                 |
|       | Bester GD des Turniers                                      |
|       | Bester ED des Turniers                                      |
|       | Beste HS des Turniers                                       |
|       | 1. Platz (Gold)                                             |
|       | 2. Platz (Silber)                                           |
|       | 3. Platz (Bronze)                                           |

| Endklassement              | Endklassement     | Endklassement | Endklassement | Endklassement | Endklassement | Endklassement | Endklassement |
| Platz                      | Name              | MP            | Pkte.         | Aufn.         | GD            | BED           | HS            |
| -------------------------- | ----------------- | ------------- | ------------- | ------------- | ------------- | ------------- | ------------- |
| 1                          | Raymond Ceulemans | 18:2          | 588           | 469           | 1,253         | 1,621         | 11            |
| 2                          | Fernand van Barel | 16:4          | 546           | 562           | 0,971         | 1,538         | 8             |
| 3                          | Johann Scherz     | 16:4          | 584           | 632           | 0,924         | 1,276         | 7             |
| 4                          | August Tiedtke    | 14:6          | 566           | 650           | 0,870         | 1,200         | 9             |
| 5                          | Roger Hanoun      | 13:7          | 551           | 669           | 0,823         | 1,333         | 7             |
| 6                          | Joaquín Domingo   | 10:10         | 500           | 646           | 0,773         | 1,034         | 8             |
| 7                          | Henny de Ruijter  | 8:12          | 540           | 631           | 0,855         | 1,111         | 8             |
| 8                          | Bernard Siguret   | 6:14          | 481           | 659           | 0,729         | 0,895         | 7             |
| 9                          | Victor Hugo Leal  | 4:16          | 416           | 690           | 0,602         | 0,714         | 8             |
| 10                         | Jacques Blanc     | 3:17          | 471           | 761           | 0,618         | 0,666         | 7             |
| 11                         | Søren Søgaard     | 2:18          | 457           | 657           | 0,698         | 1,052         | 7             |
| Turnierdurchschnitt: 0,811 |                   |               |               |               |               |               |               |